# Gratia Schimmelpenninck van der Oye
Gratia Schimmelpenninck Van der Oye, née le 10 juillet 1912 à Doorn, et décédée le 12 février 2012 à 99 ans, est une skieuse alpine néerlandaise. Son père était le président du Comité National Olympique néerlandais pendant les Jeux Olympiques d'été de 1928 à Amsterdam et était membre du Comité International Olympique. Gratia a fini sixième dans le championnat mondial et a gagné deux courses de ski majeures; à St. Anton et à Kitzbühel. Elle a participé aux Olympiques d'hiver de 1936 à Garmisch-Partenkirchen, finissant 14ième dans l'évènement combiné de ski alpin. Malgré ses deux chutes, cet exploit reste le plus haut rang obtenu par les athlètes néerlandais dans la compétition de ski.
Âgée de 99 ans, elle était la dernière athlète féminine ayant participé aux Jeux olympiques d'hiver de 1936 à Garmisch-Partenkirchen.

## Arlberg-Kandahar
- Vainqueur de la descente 1936 à Sankt Anton